# Doukatino
Doukatino (en macédonien Дукатино) est un village du sud-est de la Macédoine du Nord, situé dans la municipalité de Vasilevo. Le village comptait 450 habitants en 2002.

## Démographie
Lors du recensement de 2002, le village comptait :
- Macédoniens : 447
- Autres : 3